# コジ・ファン・トゥッテ
『コジ・ファン・トゥッテ』（伊：Così fan tutte）K.588 は、モーツァルトが1790年に作曲したオペラ・ブッファ。正式なタイトルはCosì fan tutte, ossia La scuola degli amanti（女はみなこうしたもの、または恋人たちの学校）。全2幕構成。
『コシ・ファン・トゥッテ』と表記されることが多いが、標準イタリア語の発音に近い表記は「コジ」である。

## 概要

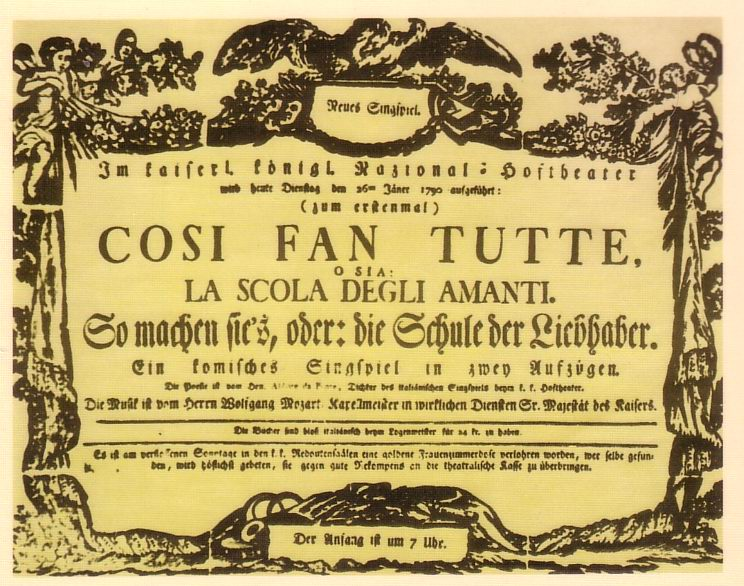
『コジ・ファン・トゥッテ』初演告知ポスター

『フィガロの結婚』、『ドン・ジョヴァンニ』に引き続いて、ロレンツォ・ダ・ポンテの台本（リブレット）に作曲。モーツァルトとダ・ポンテのコンビによる、最後の作品となっている。
初演は1790年1月26日ウィーンのブルク劇場。初演後まもなく皇帝ヨーゼフ2世が死去したため、10回ほどの上演にとどまった。
物語は姉妹の恋人である2人の男が、それぞれの相手の貞節を試すために互いの相手を口説いたら、2人とも心変わりしてしまった。どちらにも言い分がありそのまま認めあうしかないものだということ。タイトルの原語の意味は「Così このように fan する tutte すべての女性は」。『フィガロの結婚』の第一幕に出て来た台詞で、全てを仕組んだアルフォンソ（登場人物参照）が事態を収拾するために恋人たちに説いて聞かせる台詞でもある。
本作品は19世紀を通じて、内容が不道徳であるとして評価が低く、特にワーグナーは音楽面をふくめて酷評している。20世紀に到って再評価され、モーツァルトのオペラの代表作であると認識されるようになった。商業的には、『フィガロの結婚』、『ドン・ジョヴァンニ』『魔笛』の3大オペラにこれを加えて4大オペラと呼んだり、さらに『後宮からの誘拐』を加えて5大オペラと呼ぶことがある。なお、ダ・ポンテによるイタリア語台本三部作の中では唯一イタリアを舞台にした作品だが、他の二作（これらもイタリアでの上演数はドイツ圏に比べごく少ない）にも増して同地では人気が低く、ミラノ・スカラ座は1826年から1951年までこの作品を一切上演しなかった。

## 特徴
もともとアンサンブルの多いモーツァルトのオペラ作品の中にあっても、特別にアンサンブルの割合が多い（30曲中16曲が重唱）作品である。フィオルディリージの各幕に一曲ずつあるアリアは、初演時の歌手の並外れた喉を反映して高度の技巧を要するが、全体を通じて二重唱から六重唱まで様々な組み合わせで作られたアンサンブルで進行する。登場人物が男女各三人という対称性を活用している。
この作品は、ステレオタイプな性格の登場人物という点で、いかにも18世紀のオペラブッファ的な作りである。しかし音楽はそれぞれの場面の登場人物の心理に対応して真に迫ったものになっており、ロココ風な人工的・遊戯的な性格を持つ台本を部分的に超越したものとなった。

## 登場人物と楽器編成
1. フィオルディリージ（ソプラノ） - 2の姉で4の恋人。
2. ドラベッラ（メゾソプラノorソプラノ） - 1の妹で3の恋人。
3. フェルランド（テノール） - 士官。2の恋人。
4. グリエルモ（バリトン） - 士官。1の恋人。
5. ドン・アルフォンソ（バス） - 1、2、3、4、6の友人で老哲学者。老といっても初老(40代)くらい。
6. デスピーナ（ソプラノ） - 姉妹の女中。

楽器編成：フルート2、オーボエ2、クラリネット2（バセットクラリネット1）、ファゴット2、ホルン2、トランペット2、ティンパニ1対、ヴァイオリン2部、ヴィオラ、バス（チェロ・コントラバス）、通奏低音楽器（チェンバロ、チェロ又はヴィオローネなど）
演奏時間は各幕カット無しで90分近く、全部で約3時間かかる。

## あらすじ

### 第1幕
舞台は18世紀末のナポリ。青年士官フェルランドとグリエルモは、老哲学者ドン・アルフォンソの「女は必ず心変わりする」との主張に対して、「自分たちの恋人に限ってそんなことはない」と言い争う。ドン・アルフォンソは、自分の主張を証明するために2人と賭けを行なうことを提案し、2人はドン・アルフォンソの指示に従うことを約束する。
フィオルディリージとドラベッラの姉妹が登場、自分たちと恋人の愛を讃える歌を歌う。そこにドン・アルフォンソが現れ、フェルランドとグリエルモが国王の命令で戦場に行くことになったと伝える。フェルランドとグリエルモが現れ、別れを嘆き悲しむふりをする。港に船が着き、兵士たちが出発する。4人の恋人たちが別れを告げ愛を誓う間に、ドン・アルフォンソは「笑いが止まらない」と歌う。兵士たちが出発したあとで、残された三人は航海の無事を祈る。
フィオルディリージとドラベッラの家。女中のデスピーナが愚痴をこぼしながら働いている。姉妹が嘆きながら帰ってくる。ドラベッラは、絶望の歌をコミカルに歌う。デスピーナは、「男はほかにもいるでしょう」と「つまみ食い」を勧め、「男や兵士の貞節なんて」と歌う。
ドン・アルフォンソはデスピーナをまるめこみ、芝居に協力させる。ドン・アルフォンソは「アルバニア人」に変装したフェルランドとグリエルモをデスピーナに紹介する。フィオルディリージとドラベッラが現れ、2人の男を追い出そうとするが、ドン・アルフォンソは彼らは自分の古い友人たちだと偽る。変装した2人は姉妹に求愛するが、フィオルディリージは貞節を誓うアリアを歌う。グリエルモは求愛の歌を歌うが、姉妹は立ち去る。
2人の青年は賭けに勝ったと笑うが、ドン・アルフォンソは芝居を続けろと命じる。フェルランドは愛のアリアを歌い上げる。ドン・アルフォンソはデスピーナと姉妹を陥落させる計画を進める。
姉妹は庭で恋人を想う二重唱を歌う。そこへ変装したフェルランドとグリエルモが現れ、絶望のあまり毒を飲んだふりをする。姉妹は驚き、変装した2人に同情しかかる。医者に変装したデスピーナが現れ、「磁気療法」を2人にほどこす。デスピーナは、のた打ち回る2人を支えるように姉妹に命ずる。意識を取り戻した2人は姉妹にキスを迫り、混乱のうちに幕を閉じる。

### 第2幕
デスピーナはフィオルディリージとドラベッラに「気晴らし」することを勧め、「女の子は恋の手管を覚えなければなりません」と歌う。姉妹は互いに「どちらを選ぶ？」と尋ね、ドラベッラは「ブルネットの方」（グリエルモ）、フィオルディリージは「ブロンドの方」（フェルランド）と実際の逆の恋人を選んでしまう。
ドン・アルフォンソは姉妹を庭へ誘う。変装したフェルランドとグリエルモが木管の調べに乗って現れる。姉妹と2人の男が打ちとけないので、ドン・アルフォンソとデスピーナが四人をくっつけようとする。フェルランドとフィオルディリージは庭に散歩に出かける。残されたグリエルモがドラベッラを口説くと、ドラベッラは陥落してしまう。一方、フィオルディリージはフェルランドの求愛を拒絶し、揺れ動く心を長大なアリア（ロンド）に歌う。
フェルランドとグリエルモは互いの首尾を報告する。グリエルモはフィオルディリージの貞節を喜ぶが、フェルランドはドラベッラの心変わりにショックを受ける。グリエルモはフェルランドをなぐさめるために「女はたくさんの男と付き合うものだ」と歌う。フェルランドは裏切られたと嘆く。ドン・アルフォンソはさらに実験を続けると宣言する。
苦悩するフィオルディリージに向かって、ドラベッラは恋の楽しさを陽気に歌う。フィオルディリージは貞節を守るために恋人のいる戦場へ行こうと決意し軍服をまとう。しかし、そこに現れたフェルランドの激しい求愛のために、フィオルディリージもついに陥落する。
賭けに勝ったドン・アルフォンソは、互いに認め合いそれぞれの恋人と結婚するよう提案し、「女はみなこうしたもの」と歌う。
結婚式の祝宴の準備が進められる。フィオルディリージとフェルランド、ドラベッラとグリエルモのカップルが登場する。公証人に扮したデスピーナが現れ、2組のカップルは結婚の証書にサインする。そこに兵士たちの歌声が響き、婚約者たちが戻ってきたと知らされ、姉妹は呆然とする。変装を解いたフェルランドとグリエルモが現れる。2人の青年は結婚証書を見つけて激怒し、姉妹は平謝りする。そこですべてが種明かしされ、一同和解して幕となる。